# Жива (богиња)
Жива је, у словенској митологији, богиња живота. На глави је имала украс, који је подсећао на сунчеве зраке; била је огрнута лаким огтачем, голих груди и рамена. У левој руци држала је класје жита, у десној воћку сличну јабуци.